# Messerschmitt Me 328

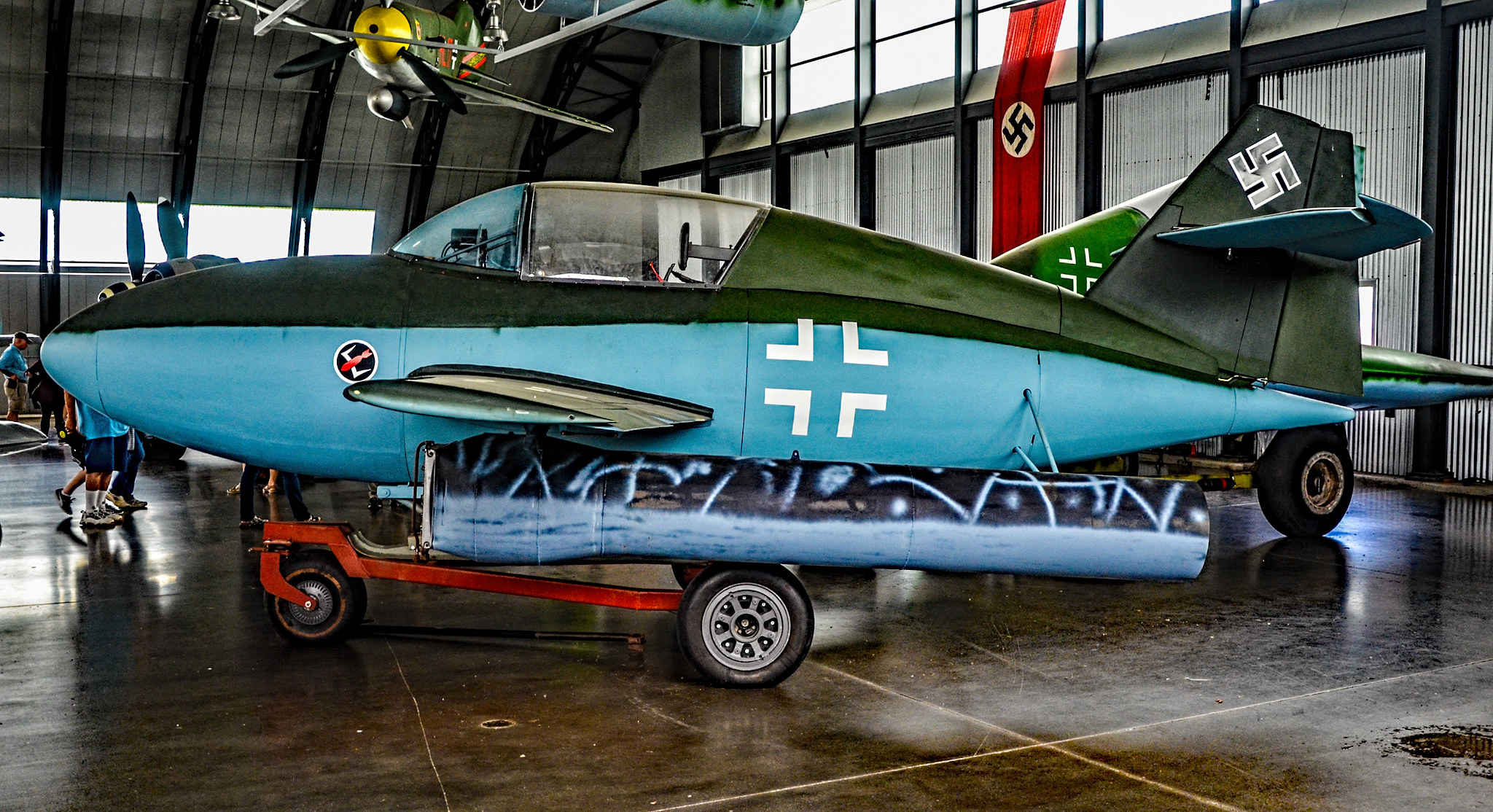

Messerschmitt Me 328 — истребитель разрабатываемый во время Второй мировой войны по проекту немецкой фирмы Messerschmitt. Этот проект был известен под обозначением Ме P.1073.
Messerschmitt Me 328 был попыткой разработать недорогой истребитель, который также должен был обладать хорошими универсальными летными характеристиками. Он также должен был в состоянии быть использованным в качестве бомбардировщика для наземных атак.
Разработка этого почти полностью деревянного самолёта была передана в фирму Якобс-Швайер, которая специализировалась на производстве планёров. Они начали разработку в марте 1943 года. После того как Me 328A прошел статические испытания, Me 328B был подготовлен к испытательным полетам, которые он выполнил в варианте планёра.

## История
Самолёт был спроектирован под фирменным обозначением «Мессершмитт P.1073» в 1941 году. Это должен был быть недорогой и простой в использовании истребитель сопровождения (самолет-паразит). Было предложено три варианта: планёр, самолёт с двигателями Argus As 014 (ПуВРД) и самолёт с двигателем Jumo 004. Он был построен в основном из дерева. С самого начала проект боролся с проблемами, возникшими с выбранными (по соображениям экономии) двигателями: ПуВРД не работал на средних и больших высотах, а также создавал много вибрации и шума.

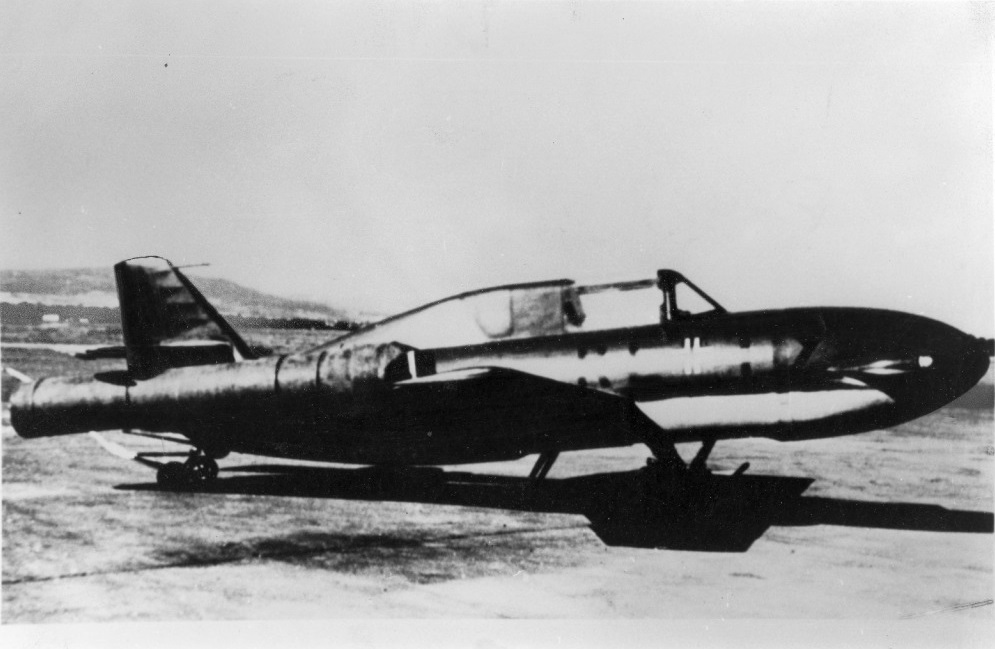

Летчик-испытатель Ханна Райч провела испытания двух прототипов планёра после отсоединения от буксирующего самолёта на высоте 3000-6000 м. Выяснилось, что даже при уменьшенном размахе крыла самолёт имел очень удовлетворительные характеристики. Семь прототипов, оснащенных двумя двигателями Argus As 014 (от крылатой ракеты Фау-1), предназначались в качестве истребителей, вооруженных двумя 20-мм пушками MG 151. Во время дальнейших испытаний были обнаружены серьёзные проблемы, и программа была приостановлена в середине 1944 года, после нескольких пробных полетов. Некоторые источники сообщают, что во время полета два самолёта были повреждены (или даже просто развалились в воздухе) в результате вибрации. Несмотря на это, другие версии с четырьмя двигателями Argus все ещё разрабатывались. Под давлением Гитлера началась работа по адаптации Me 328 к роли бомбардировщика. В конце 1944 года началась работа, чтобы использовать этот самолёт в качестве пилотируемой летающей бомбы, однако проект был отклонен в пользу уже по большей части находившегося в производстве самолёта Fieseler Fi 103R (кодовое название пилотируемой версии Фау-1). Также была создана двухмоторная версия с двигателями Porsche 109-005.